# Dreamcatcher (gruppo musicale)
Le Dreamcatcher (드림캐쳐?) sono un gruppo musicale sudcoreano formatosi a Seul il 13 gennaio 2017. Cinque di loro originariamente debuttarono nel gruppo MINX, nel 2014. Nel 2017 alla formazione originale si aggiunsero Gahyeon e Handong.

## Storia

### 2014–2016: MINX
Quindi, usando il nome Minx, il gruppo ha tenuto la sua prima esibizione dal vivo all'Oak Valley Summertime Festival il 9 agosto 2014, dove ha eseguito due canzoni originali: "Action" e "Why Did You Come To My Home".  Il 15 settembre, Happyface Entertainment ha annunciato il loro nuovo gruppo femminile. Le Minx hanno pubblicato il loro singolo di debutto digitale "Why Did You Come to My Home" il 18 settembre. La canzone è stata descritta come una "nuova interpretazione della filastrocca per bambini" con lo stesso nome. Le Minx hanno fatto il loro debutto ufficiale a M Countdown il 18 settembre e hanno concluso le promozioni il 26 ottobre con un'esibizione finale a Inkigayo.
Nel luglio 2015, le Minx hanno pubblicato il loro primo EP, intitolato Love Shake con lo stesso nome per il singolo principale. Il singolo è stato promosso come una "canzone gioiosa" che "si sposa bene con l'estate" ed è un remake della canzone "Love Shake" dall'album Bang Bang del compagno di etichetta Dal Shabet. Lo stesso giorno, Minx ha tenuto una rassegna stampa all'Ellui, un club di Seoul. Si sono esibiti per la prima volta sul palco  a The Show il 30 giugno e Show Champion il 1 luglio.

### 2017: Re-debutto come Dreamcatcher e Prequel
Nel novembre 2016, Happyface Entertainment ha rivelato che Minx avrebbe debuttato nuovamente sotto il nome "Dreamcatcher" con due membri aggiuntivi, Handong e Gahyeon. Il gruppo ha debuttato nuovamente con l'uscita del loro primo album singolo "Nightmare" e della title track "Chase Me", il 13 gennaio 2017. Il 19 gennaio hanno debuttato ufficialmente a M Countdown con "Chase Me".
Il 5 aprile, le Dreamcatcher hanno pubblicato il loro secondo album singolo Fall Asleep in the Mirror e la title track "Good Night". Nel 2022, la canzone è stata interpretata dal gruppo rock di sole donne Rolling Quartz.
Le Dreamcatcher hanno pubblicato il loro primo EP con il loro nuovo nome intitolato Prequel il 27 luglio. L'album conteneva sei tracce, incluso il singolo principale "Fly High". L'album ha debuttato al numero 5 della Billboard World Albums Chart e ha raggiunto il numero 1 nella classifica K-Pop Top 100 di iTunes degli Stati Uniti. Il 1 ° agosto, Happyface Entertainment ha annunciato che le Dreamcatcher avrebbero tenuto il loro primo tour mondiale dopo aver concluso le promozioni per "Prequel".
Il 3 ottobre, Happyface Entertainment ha annunciato che le Dreamcatcher si sarebbero unite a MixNine. Entro il 10 dicembre 2017, tuttavia, Happyface Entertainment ha annunciato che JiU, Siyeon, Yoohyeon e Dami avrebbero lasciato lo spettacolo a causa di un conflitto del programma con il loro tour in Brasile. L'8 dicembre, Happyface Entertainment ha annunciato che, in collaborazione con MyMusicTaste, le Dreamcatcher sarebbero andate in tournée in 7 paesi europei nel febbraio 2018 come parte del loro tour mondiale "Fly High". Happyface Entertainment ha annunciato il 28 dicembre che le Dreamcatcher avrebbero tenuto un incontro con i fan il 13 gennaio 2018, per celebrare il primo anniversario del loro debutto con i fan.  [fonte inaffidabile?] Tutti i biglietti per il fan meeting sono andati esauriti in meno di un minuto dopo la sua uscita alle vendite pubbliche il 2 gennaio.
Verso la fine dell'anno, Dreamcatcher ha ricevuto il plauso della critica da parte della critica musicale di tutto il mondo per il suo suono unico che incorporava influenze della musica rock e metal.  "Chase Me" è stato classificato al 19 ° posto nella classifica delle migliori canzoni K-Pop di Billboard del 2017: Critics' Picks.  Successivamente, Dreamcatcher è stato inserito al terzo posto nella classifica dei migliori nuovi atti K-Pop di Billboard nel 2017.

### 2018: successo crescente e primo tour mondiale
Il 4 gennaio 2018, Happyface Entertainment ha rivelato che le Dreamcatcher avrebbe pubblicato un nuovo singolo digitale dedicato ai fan in occasione del loro primo anniversario il 12 gennaio composto da Ollounder (오종훈) e Leez (이수민), che hanno anche composto le precedenti title track di Dreamcatcher "Chase  Me" e "Good Night". Questo è stato seguito da singole foto teaser pubblicate ogni giorno alle 13:13 KST fino al 12 gennaio. Il 12 gennaio, le Dreamcatcher hanno pubblicato il loro singolo digitale per il primo anniversario "Full Moon", insieme a un video promozionale.  Il singolo si è immediatamente classificato in cima alle classifiche K-Pop Top 100 di iTunes in molti paesi in tutto il mondo e si è classificato al 16 ° posto nella classifica mondiale delle vendite di canzoni digitali di Billboard.  Il 13 gennaio, le Dreamcatcher hanno tenuto il loro primo incontro con i fan dell'anniversario al Mary Hall Grand Theatre della Sogang University, dove si sono esibiti per la prima volta "Full Moon".  Nel febbraio 2018, le Dreamcatcher sono diventate il primo gruppo femminile K-pop a completare un tour nelle principali città europee per esibirsi con la propria musica e interagire con i fan internazionali.  Le città visitate durante il tour mondiale "Fly High" sono state Londra (14 febbraio), Lisbona (16 febbraio), Madrid (18 febbraio), Amsterdam (21 febbraio), Berlino (22 febbraio), Varsavia (23 febbraio) e Parigi (25 febbraio). Nel marzo 2018, il gruppo ha annunciato che il nome ufficiale del fandom era "InSomnia".
Il 28 aprile, le Dreamcatcher sono state nominate ambasciatrici delle pubbliche relazioni per la protezione del copyright per l'ultima campagna di commercializzazione e protezione del copyright di Blockchain Security Technology di Microsoft.  Il 10 maggio, le Dreamcatcher hanno pubblicato il loro secondo EP Escape the Era. Il loro secondo EP ha sei brani, incluso il singolo principale "You and I" e la sua controparte strumentale.  Il loro secondo EP Escape the ERA's Outside e Inside si classificarono rispettivamente ai numeri 1 e 3 nella classifica degli album di Hanteo e raggiunsero il numero 3 su Gaon e il numero 1 su Yinyuetai cinese.  Ha fatto il suo debutto nella classifica Billboard World Albums al numero 7. Il gruppo ha annunciato un tour in America Latina il 17 maggio 2018. Il tour, "Welcome to the Dream World in Latin America", è iniziato il 27 luglio a Buenos Aires  , Argentina e si è conclusa il 5 agosto a Panama City, Panama.  Il 15 luglio, Dreamcatcher ha firmato con Pony Canyon per fare il loro debutto giapponese in autunno.
Il loro terzo EP Alone in the City è uscito il 20 settembre 2018. Il 5 ottobre è stato annunciato che Dreamcatcher avrebbe debuttato in Giappone a novembre con una versione giapponese del loro singolo "What" in uscita il 21 novembre.

## Formazione
- JiU – leader, voce (2017-presente)[2]
- SuA – voce, rap (2017-presente)[3]
- Siyeon – voce (2017-presente)[4]
- Handong – voce (2017-presente)[5]
- Yoohyeon – voce (2017-presente)[6]
- Dami – voce, rap (2017-presente)[7]
- Gahyeon – voce, rap (2017-presente)[8]

## Discografia

### Album in studio
- 2019 – The Beginning of the End
- 2020 – Dystopia: The Tree of Language
- 2022 – Apocalypse: Save Us

### EP
- 2015 – Love Shake (come MINX)
- 2017 – Nightmare
- 2017 – Fall Asleep in the Mirror
- 2017 – Prequel
- 2018 – Escape the Era
- 2018 – Alone in the City
- 2019 – The End of Nightmare
- 2019 – Raid of Dream
- 2020 – Dystopia: Lose Myself
- 2021 – Dystopia: Road to Utopia
- 2021 – Eclipse
- 2021 – Summer Holiday
- 2022 – Apocalypse: Follow Us
- 2023 – Apocalypse: From Us
- 2023 – Versus Villains
- 2024 – Virtuous

### Singoli
- 2014 – Why Did You Come to My Home (come MINX)
- 2018 – Full Moon
- 2019 – Over the Sky
- 2020 – Endless Night
- 2020 – R.o.S.E BLUE
- 2023 – REASON

## Concerto tournée

### 2017
- 1st World Tour - DREAMCATCHER 1st CONCERT "FLY HIGH" in JAPAN
- 1st World Tour - DREAMCATCHER 1ST TOUR "FLY HIGH" in BRAZIL

### 2018
- 1st World Tour - DREAMCATCHER 1ST TOUR "FLY HIGH" in EUROPE
- 2nd World Tour - 1st Concert in Seoul - WELCOME TO THE DREAM WORLD
- 2nd World Tour - WELCOME TO THE DREAM WORLD in TAIPEI
- 2nd World Tour - WELCOME TO THE DREAM WORLD in LATIN AMERICA

### 2019
- 3rd World Tour - DREAMCATCHER CONCERT: Invitation from Nightmare City in SOUTHEAST ASIA
- 3rd World Tour - DREAMCATCHER CONCERT: Invitation from Nightmare City in SEOUL
- 3rd World Tour - DREAMCATCHER CONCERT: Invitation from Nightmare City in JAPAN
- 3rd World Tour - DREAMCATCHER CONCERT: Invitation from Nightmare City in AUSTRALIA
- 3rd World Tour - DREAMCATCHER CONCERT: Invitation From Nightmare City in EUROPE

## Riconoscimenti
| Anno | Evento                  | Premio                  | Risultato       | Fonti         |
| ---- | ----------------------- | ----------------------- | --------------- | ------------- |
| 2017 | Mnet Asian Music Awards | Best New Female Artist  | Candidato/a     | [ 9 ] [ 10 ]  |
| 2017 | Melon Music Awards      | Best New Artist         | Candidato/a     | [ 11 ] [ 12 ] |
| 2018 | Korea Brand of the Year | Female Idol of the Year | Candidato/a     | [ 13 ] [ 14 ] |
| 2018 | Keum Yeong Star Awards  | Promising Idol          | Vincitore/trice | [ 15 ] [ 16 ] |